# Universidade de Lyon
A Universidade de Lyon (de Lion ou de Lião) (em francês: Université de Lyon), localizada em Lyon, França, é um conjunto de dezesseis instituições de educação superior, com três "sub-universidades" principais.
Lyon tem, depois de Paris, a maior rede de ensino superior da França com cerca de 124 000 alunos.
A universidade é membro do Grupo Coimbra.

## Universidades

### Lyon I:Université de Lyon I - Claude Bernard
- cerca de 28 000 estudantes
- ciências e saúde
- situada no campus de la Doua Villeurbanne, Gratte-ciel Villeurbanne, Grange Blanche e Gerland

### Lyon II: Université de Lyon II - Lumière
- Cerca de 30 000 estudantes
- Direito, Ciência Política, Economia e Gestão, Letras, Línguas, Ciências Humanas, Informática, Estatística, História e Geografia, Psicologia, História da Arte
- Situada nos cais do Ródano, campus de Porte des Alpes, no Bron-Parilly

### Lyon III: Université de Lyon III - Jean Moulin
- Cerca de 20 000 estudantes
- Economia, Direito, Negócios, Línguas, Letras, História e Filosofia
- Situada nos cais do Ródano e na antiga Manufacture des Tabacs.